# サトウヤシ
サトウヤシ（学名: Arenga pinnata、またはシノニムとしてArenga saccharifera）は、インド東部からマレーシア、インドネシア、フィリピン東部までの熱帯アジアを原産地とするヤシ科クロツグ属のヤシで、経済的に重要な作物となっている。サトウヤシのほかアレン・パーム、カオン・パームなどとも呼ばれる。 
中型のヤシで、樹高は20メートルほどになる。幹は古い葉の葉柄で覆われる。葉は長さ6 - 12メートル、幅1.5メートルの羽状葉で、羽片は1 - 6列で長さ40 - 70センチメートル、幅5センチメートルほどである。果実は類球形で直径7センチメートルほど。未熟果では緑色だが、熟すにつれて黒となる。 
絶滅危惧種にはなっていないが、分布域の一部ではまれにしか見られなくなっているところもある。クモネズミなど、絶滅危惧種となっている動物の中にはサトウヤシを主な食餌としているものもある。 

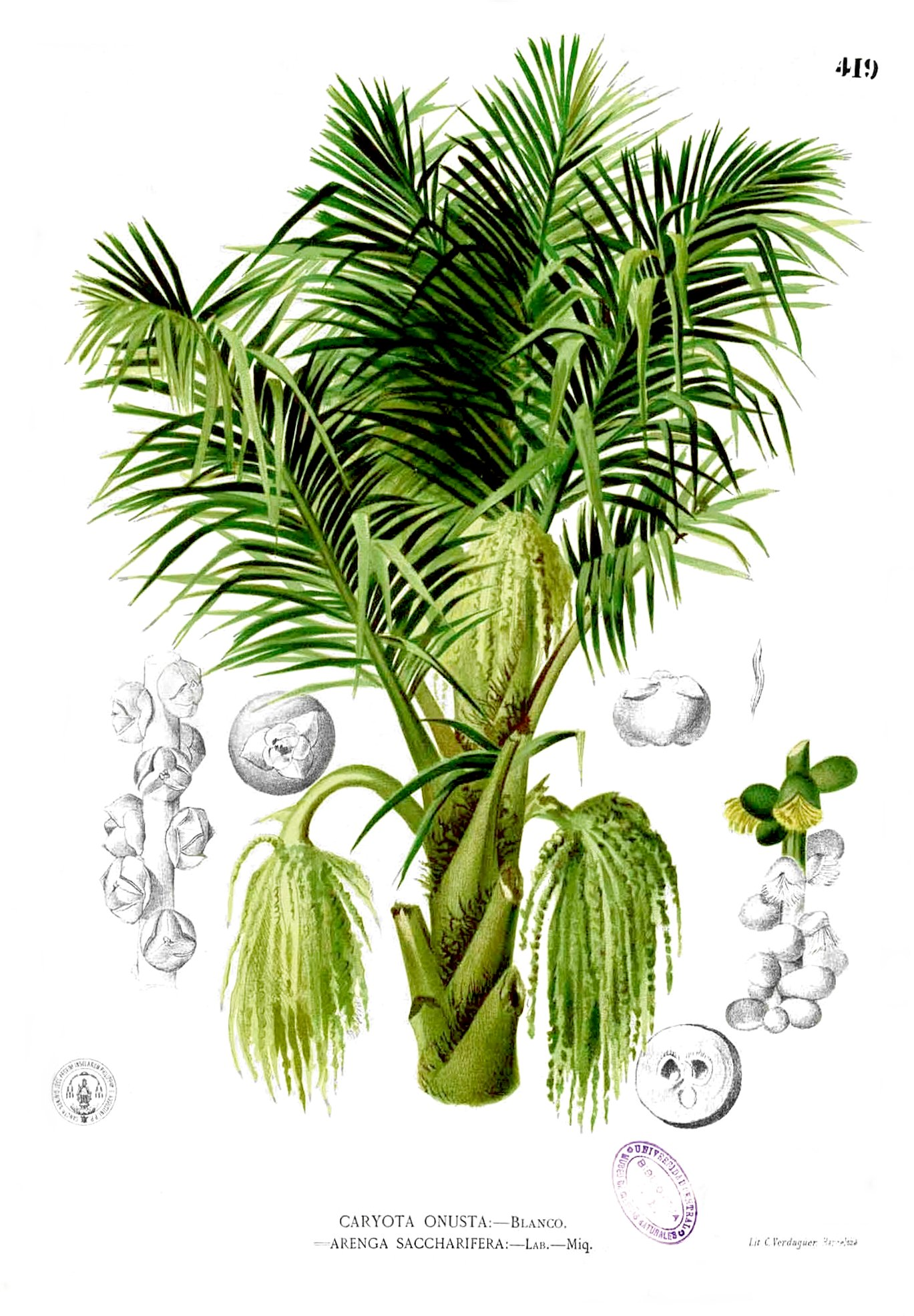
フランシスコ・マヌエル・ブランコによるサトウヤシのスケッチ。Flora de Filipinas (1880-1883) より。

## 利用

### 樹液
東南アジアでは砂糖を得るために商業的に栽培され、サトウヤシから作った砂糖はインドではグル (gur)、インドネシアではグラ・アレン (gula aren) と呼ばれる。インドネシアでは樹液を使ったラハンという冷たい甘味飲料が飲まれている他、樹液を発酵させて酢（フィリピンのスカン・カオン）やヤシ酒（フィリピンのトゥバ、マレーシアおよびインドネシアのトゥアク）を作る。   
新鮮な樹液から砂糖（赤糖）を取る際には、発酵を防ぐために砕いた唐辛子あるいはショウガを採集容器に入れる。採集した樹液を煮詰めて濃厚なシロップを作り、乾燥して黒糖を得る。タラバヤシなど他のヤシからも同じ方法で砂糖が得られる。 
生の果汁と果肉には腐食性がある。樹液に糖分が豊富な一方、地中深くに根を張るため急斜面にも植えることができるうえ干ばつにも耐え、肥料も不要なことから、樹液をバイオエタノールの原料とすることで森林保護と燃料生産を両立できる作物として有望視されている。 

### 果実
未熟な果物はフィリピンやインドネシアで食用とされ、それぞれカオン (kaong) およびブア・コラン・カリン (buah kolang-kaling) またはブア・タップ (buah tap) と呼ばれる。砂糖シロップで煮たものを缶詰とする。

### 繊維
黒っぽい繊維質の樹皮はインドでドー (doh)、インドネシアでイジュク (ijuk)、フィリピンでユモット (yumot) あるいはカボ・ネグロ (Cabo negro) と呼ばれ、紐にしたりブラシやほうきを作るほか、屋根葺き材などにする。 
ボロブドゥールなどのジャワ地方の古い寺院のレリーフに関する研究から、古代ジャワの土着建築では屋根をサトウヤシの樹皮で葺いていたことが分かっている。これは現在でもバリの寺院やミナンカバウ人の伝統家屋であるルマ・ガダン、あるいはパガルユン宮殿にみられるゴンジョン (gonjong) という水牛の角を模した尖塔をもつ建物にみられる。

### 葉
葉や中肋は編籠などを作るのに使われる他、家具類の寄木細工にも用いられる。 

### デンプン
インドネシアではサトウヤシからデンプンを取り、米粉の代わりとして麺類やケーキなどの料理に用いる。 

## 文化
フィリピンのカヴィテ州インダンは同国屈指のサトウヤシの産地で、サトウヤシ酢やトゥバの主産地になっており、毎年イロック祭を行っている。このイロック (Irok) とは、フィリピン北西部でサトウヤシを指す言葉である。 
スンダ列島の伝承によれば、サトウヤシにはウェウェ・ゴンベル (Wewe Gombel) という妖精がおり、そこでさらってきた子供たちを養っているのだという。 